# 57. Grammy-gála
Az 57. Grammy-gála megrendezésére 2015. február 8-án került sor a Los Angeles-i Staples Centerben. A műsort a CBS tévécsatorna közvetítette helyi idő szerint délután öt órától. A showt összesen 25,3 millió néző követte nyomon.

## Díjazottak és jelöltek
A nyertesek és a jelöltek kategóriánként:

### Általános
Az év felvétele
- "Stay with Me" (Darkchild Version) – Sam Smith[5]
- "Fancy" – Iggy Azalea és Charli XCX
- "Chandelier" – Sia
- "Shake It Off" – Taylor Swift
- "All About That Bass" – Meghan Trainor

Az év albuma
- Morning Phase – Beck
- Beyoncé – Beyoncé
- x – Ed Sheeran
- In the Lonely Hour – Sam Smith
- G I R L – Pharrell Williams

Az év dala
- "Stay with Me" (Darkchild Version) – Sam Smith
- "All About That Bass" – Kevin Kadish and Meghan Trainor
- "Chandelier" – Sia Furler
- "Shake It Off" – Taylor Swift
- "Take Me to Church" – Hozier

Legjobb új előadó
- Sam Smith
- Iggy Azalea
- Bastille
- Brandy Clark
- HAIM

## Fellépők
| Artist(s)                               | Song(s)                                   |
| --------------------------------------- | ----------------------------------------- |
| AC/DC                                   | "Rock or Bust" Highway to Hell"           |
| Ariana Grande                           | "Just a Little Bit of Your Heart"         |
| Tom Jones Jessie J                      | "You've Lost That Lovin' Feelin'"         |
| Miranda Lambert                         | "Little Red Wagon"                        |
| Kanye West                              | "Only One"                                |
| Madonna                                 | "Living for Love"                         |
| Ed Sheeran                              | "Thinking Out Loud"                       |
| Electric Light Orchestra                | "Evil Woman" Mr. Blue Sky"                |
| Adam Levine Gwen Stefani                | "My Heart Is Open"                        |
| Hozier Annie Lennox                     | "Take Me to Church" I Put a Spell on You" |
| Pharrell Williams Lang Lang Hans Zimmer | "Happy"                                   |
| Katy Perry                              | "By the Grace of God"                     |
| Imagine Dragons                         | "Shots" (élő közvetítés Las Vegasból)     |
| Tony Bennett Lady Gaga                  | "Cheek to Cheek"                          |
| Usher                                   | "If It's Magic"                           |
| Eric Church                             | "Give Me Back My Hometown"                |
| Brandy Clark Dwight Yoakam              | "Hold My Hand"                            |
| Rihanna Kanye West Paul McCartney       | "FourFiveSeconds"                         |
| Sam Smith Mary J. Blige                 | "Stay with Me"                            |
| Juanes                                  | "Juntos (Together)"                       |
| Sia                                     | "Chandelier"                              |
| Beck Chris Martin                       | "Heart is a Drum"                         |
| Beyoncé                                 | "Take My Hand, Precious Lord"             |
| John Legend Common                      | "Glory"                                   |